# Betelgeuse
Betelgeuse, theo định danh Bayer Alpha Orionis (α Orionis, α Ori), là một sao siêu khổng lồ đỏ có phân loại quang phổ M1-2 và là ngôi sao sáng thứ mười trên bầu trời đêm. Trong chòm sao Lạp Hộ, nó là ngôi sao sáng thứ hai sau Rigel (Beta Orionis). Với màu đỏ nổi bật, nó là sao biến quang bán đều đặn với cấp sao biểu kiến thay đổi từ 0,2 đến 1,2, và cũng là biên độ biến đổi lớn nhất trong các sao có cấp sao biểu kiến 1. Ngôi sao tạo thành một đỉnh của Tam Giác Mùa Đông và nằm gần tâm của Lục giác Mùa đông. Người Trung Hoa cổ đại gọi Betelgeuse với tên là Sâm Tú Tứ (參宿四), tức sao Sâm số 4.
Nếu Betelgeuse nằm tại tâm của hệ Mặt Trời, bề mặt của nó sẽ mở rộng đến tận vành đai tiểu hành tinh và có thể đến tận quỹ đạo của Sao Mộc và xa hơn; ngôi sao này sẽ chứa toàn bộ Sao Thủy, Sao Kim, Trái Đất và Sao Hỏa. Mặc dù vậy, có các sao thậm chí còn lớn hơn trong dải Ngân Hà, bao gồm các sao siêu khổng lồ như Mu Cephei và VY Canis Majoris. Các tính toán về khối lượng của Betelgeuse cho thấy ngôi sao nặng từ mười đến hai mươi lần Mặt Trời. Vì nhiều lí do, việc ước lượng khoảng cách từ Trái Đất đến ngôi sao gặp nhiều khó khăn; các ước tính tốt nhất vào thời điểm hiện tạo vào khoảng 500-600 năm ánh sáng, một sai số khá lớn đối với một sao tương đối gần. Cấp sao tuyệt đối của nó vào khoảng -6. Betelgeuse chỉ mới 10 triệu năm tuổi, nhưng nó đã tiến hóa rất nhanh do khối lượng khổng lồ của nó và được sự đoán sẽ phát nổ thành một siêu tân tinh, khả năng cao là trong khoảng 100.000 năm tới.
Năm 1920, Betelgeuse trở thành ngôi sao đầu tiên sau Mặt Trời được thực hiện đo đạc đường kính góc. Các nghiên cứu kể từ đó cho thấy đường kính của nó vào khoảng 0,043 tới 0,056 giây cung; sai số do hình dạng không phải là hình cầu, do hiệu ứng viền tối (limb darkening), do sự biến quang và các hình dạng khác nhau ở các bước sóng khác nhau. Nó còn có một lớp vỏ phức tạp, bất đối xứng bao quanh, được ước tính lớn gấp 250 lần ngôi sao, được tạo ra do sự mất mát khối lượng liên quan đến khối khí khổng lồ bị đẩy ra ngoài không gian từ bề mặt sao. Từ Trái Đất, Betelgeuse là sao có đường kính góc lớn thứ ba, chỉ sau Mặt Trời và R Doradus.
Kể từ tháng mười năm 2019, Betelgeuse bắt đầu tối đi đáng kể, và tới tháng hai 2020 độ sáng của nó đã giảm đi khoảng 3 lần từ 0,5 xuống còn 1,7. Tới ngày 22 tháng hai 2020, Betelgeuse dừng sự tối lại và bắt đầu sáng trở lại, cho đến ngày 25 tháng hai 2022, khi nó ở độ sáng thường thấy. Các quan sát hồng ngoại không nhận thấy bất kỳ sự thay đổi đáng kể nào trong 50 năm qua, gợi ý rằng sự giảm độ sáng có thể do sự thay đổi của bụi liên sao thay vì bản thân ngôi sao thay đổi. Một nghiên cứu vào năm 2022 dựa trên quan sát của kính viễn vọng Hubble cho thấy bụi che khuất được tạo bởi một sự giải phóng vật chất từ bề mặt ngôi sao. Sự giải phóng này mang vật chất ra xa tới hàng triệu dặm sau đó nguội đi trở thành bụi là nguyên nhân kể trên.